# Marie de Serbie
Marie (ou Marija) de Serbie (serbe : Мара Бранковић), baptisée Hélène (serbe : Јелена) née vers 1447 à Smederevo et morte vers 1500 à Çorlu, est la dernière reine de Bosnie et despote consort de Serbie. 
Fille aînée du défunt despote de Serbie, Lazar Branković, Hélène, 12 ans, est donnée en mariage au prince bosniaque Étienne Tomašević en 1459. Elle prend alors le nom de Marie, tandis que son mari obtient par elle le titre de despote de Serbie. Le pays est envahit quelques mois après par l'Empire ottoman et le couple s'enfuit dans le Royaume de Bosnie. Étienne Tomašević monte sur le trône de Bosnie en 1461, mais deux ans plus tard, le royaume tombe également aux mains des Ottomans et il est exécuté. La reine veuve évite la capture en s'enfuyant. Après avoir passé quelques années en Dalmatie vénitienne et peut-être en Hongrie, Marie s'installe en Grèce ottomane à la cour de ses tantes Mara et Katarina. Sa série de conflits et de différends juridiques avec la république monastique du Mont-Athos, la république de Raguse et d'Athonite lui vaut une mauvaise réputation, les moines la décrivant comme une « femme méchante ».

## Jeunesse

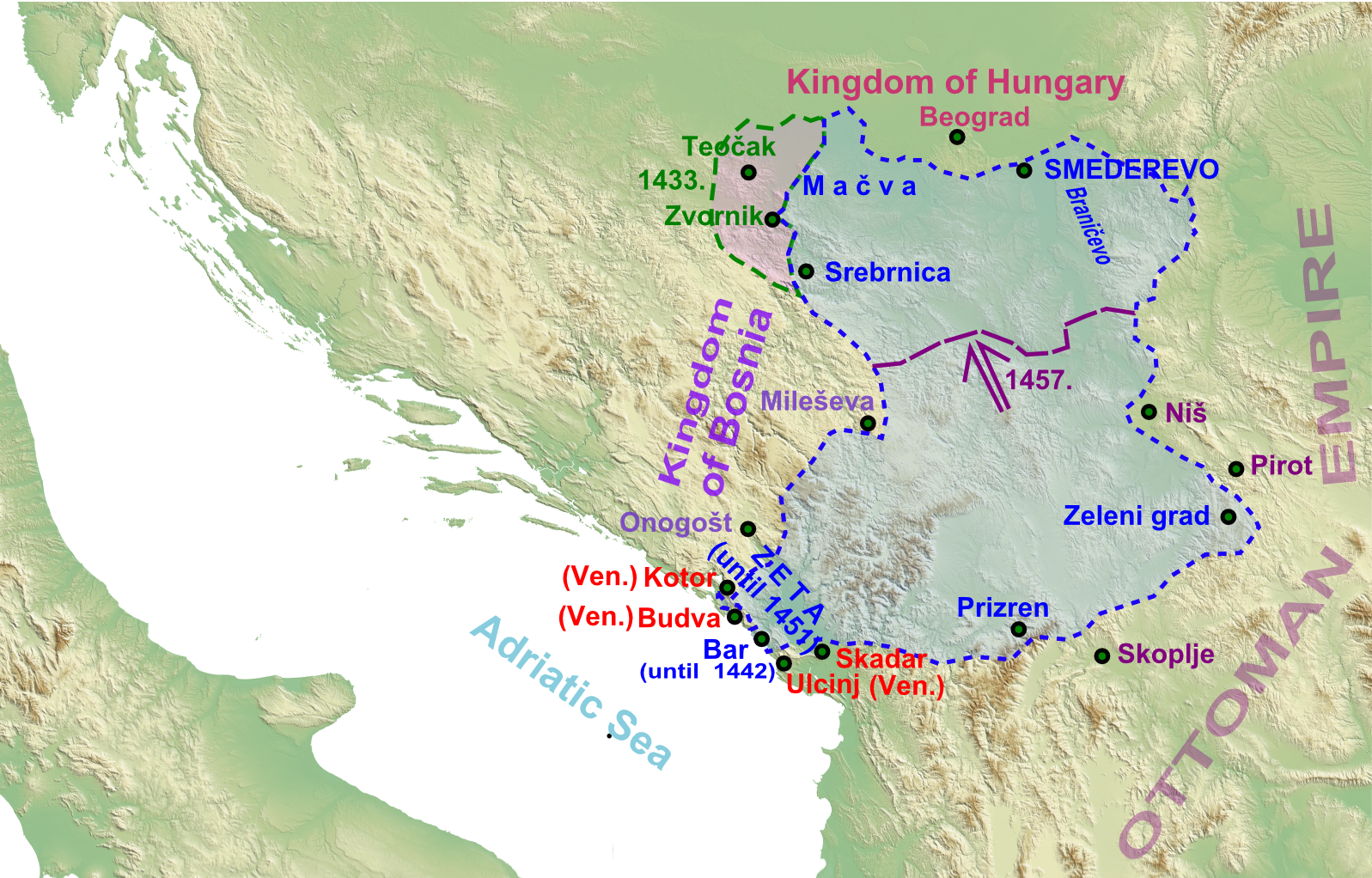
Carte montrant le déclin du despotat de Serbie à la fin des années 1450

Marie est l'aînée des trois enfants nés de Lazar Branković, fils du despote de Serbie, Đurađ Branković, et de sa femme, Hélène Paléologue de Morée. Née probablement en 1447, elle est baptisée sous le prénom d'Hélène. Deux sœurs la suivent : Milica et Irène,.
Lazar succède à son père en tant que despote le 24 décembre 1456, mais son règne est écourté par sa mort le 28 janvier 1458. Hélène Paléologue et le frère de Lazar, Stefan Branković, prennent le pouvoir et commencent à négocier un mariage entre Marie et Étienne Tomašević, le fils aîné survivant du roi Étienne-Thomas de Bosnie dans le but de consolider une alliance contre la menace de l'expansion de l'Empire ottoman, qui a déjà réduit le despotat de Serbie à une bande de terre gouvernée depuis la forteresse de Smederevo. Stephen Tomašević arrive à Smederevo pendant la semaine sainte de 1459, prenant le contrôle de la forteresse et du gouvernement le 21 mars. Le mariage est célébré le 1er avril,, le premier dimanche suivant Pâques. La mariée rejoint peu après l'Église catholique  et adopte le nom de Marie,.

## Mariage
Le règne d'Étienne Tomašević en Serbie est de courte durée. Le sultan ottoman Mehmed II considère l'arrangement comme une atteinte à ses droits en tant que suzerain de la Serbie. Le 20 juin 1459, les forces ottomanes capture Smederevo sans combat  et procèdent à l'annexion des restes de l'État serbe au sein de leur royaume. Étienne et Marie, mariés la même année, fuient en Bosnie et trouvent refuge à Jajce, à la cour du père d'Étienne. Marie porte avec elle les reliques de saint Luc l'évangéliste, son précieux héritage familial. À la mort du roi Thomas à l'été 1461, le mari de Marie devint roi de Bosnie . Marie devient la nouvelle reine consort, sa belle-mère Catherine de Bosnie se retire peut-être de la cour en tant que reine douairière.
Le règne de Marie ne dure pas longtemps. En effet, en 1462, son mari prend la décision fatidique de refuser de rendre hommage aux Ottomans, qui préparent une attaque pour mettre fin au royaume indépendant de Bosnie. À la suite de l'invasion ottomane de la Bosnie en mai 1463, la famille royale semble se séparer et fuit vers la Croatie et la Dalmatie voisines dans des directions différentes pour semer la confusion et induire en erreur les assaillants. Le roi Étienne qui envoie Marie en Dalmatie avec les reliques de Saint Luc, est capturé et exécuté. Les deux reines, Marie et Catherine, sont les seuls membres de la famille royale à échapper aux envahisseurs et toutes deux finissent par atteindre les territoires de la république de Raguse. Le chroniqueur du XVIe siècle Mauro Orbini écrit que la reine Marie est capturée par le ban de Croatie, Pavao Špirančić, lors de son voyage vers la côte. mais cela est peu probable puisque Pavao lui-même est sous captivité turque à cette époque,.

## Les années d'errance
Marie, dans sa hâte d'éviter de tomber entre les mains des Ottomans, égare les reliques de saint Luc. Des frères franciscains bosniaques les récupèrent et se dirigent vers Raguse, mais sont interceptés à Poljice par Ivaniš Vlatković, un noble local et ami de la reine, qui refuse de les laisser passer sans sa permission. Cela met Raguse en colère, qui exige qu'Ivaniš leur rende les reliques. Le 9 juillet, les autorités de la république publient un décret autorisant la reine à se réfugier sur l'une de leurs îles. Le décret fait également référence à une question importante que les Ragusains veulent discuter avec elle, très probablement la vente des reliques. La république de Venise exprime aussi un intérêt pour les reliques, mais elle est gravement offensée en août quand les autorités vénitiennes essaient de remettre en question l'authenticité des reliques pour en diminuer leur valeur. Les Vénitiens réussissent finalement à conclure une vente par l'intermédiaire de son adjoint, Ivaniš Vlatković. Elle regrette la transaction après que le roi hongrois Matthias Corvin lui offre trois ou quatre villes en échange des reliques, mais sa tentative de les faire récupérer par Ivaniš fin août échoue. Ivaniš et Marie sont tous les deux récompensés par la république de Venise, la reine étant autorisée à s'installer dans le monastère bénédictin de Saint-Étienne sous les pins près de Spalato,.
Alors qu'elle réside au monastère, la reine Marie reçoit des visites de Bosniaques et de Hongrois rendant les autorités vénitiennes suspicieuses. Ils demandent rapidement au gouvernement de Spalato de recommander de la déplacer à Sebenico (aujourd'hui Šibenik en Croatie ) ou sur une île en raison des mauvaises conditions de vie dans le monastère, avec l'intention de la faire sortir définitivement de leur territoire. Contrairement à sa belle-mère (et même au roi hongrois), la reine Marie, alors âgée de 16 ans, s'abstient de revendiquer le patrimoine des rois bosniaques lors de son exil en Dalmatie et à Raguse.
Ayant peut-être passé quelque temps en Hongrie après avoir quitté la Dalmatie, la reine Marie s'installe en Grèce ottomane. Elle y rejoint probablement ses tantes paternelles, Mara (la belle-mère estimée et influente de Mehmed II) et Katarina Branković, sur leur domaine près de Serres. Une dispute éclate en 1476 entre Marie et Katarina et conduit à l'emprisonnement bref de cette dernière après que la reine se soit plainte à Mehmed II. Le conflit a peut-être poussé la reine à déménager à Constantinople, la capitale ottomane, où elle bénéficie de la protection de Mehmed II et de son successeur, Bayézid II . Elle passe ses années « à calomnier et à intriguer contre sa famille proches » aussi bien qu'à poursuivre tous ceux dont elle pourrait profiter. 

## Poursuites et fraudes
En octobre 1484, la reine Marie s'approche de la Sublime Porte pour demander l'aide du sultan pour récupérer un tiers de la caution de son grand-père paternel à Raguse, qui, selon elle, n'avait pas été rendu à son père. Bayézid écrit à Raguse et envoie un émissaire pour apporter l'or, mais les Ragusains prouvent que la caution a été rendue à Lazar. Marie, cependant, conteste l'authenticité du sceau de son père, et Bayézid se range à ses côtés. On ne sait pas si les Ragusans ont obéi à l'ordre de Bayézid d'envoyer l'or à la reine, mais il y a beaucoup de preuves contre ses accusations dans les lettres de son père et de son oncle.
À la mort de ses tantes Mara et Katarina respectivement en 1487 et 1490, Marie hérite de leurs biens conformément à la charia. Elle lance immédiatement une réclamation sur les icônes laissées par Mara au monastère de la Grande Laure de l'Athos sur le mont Athos. Comme son sexe l'empêche d'accéder à la montagne sainte, il faut l'intervention de Bayézid en 1492 pour qu'elle reçoive les icônes. Peu de temps après, elle appelle au tribunal de la charia les moines du monastère de Xeropotamou, alléguant que l'un d'eux a volé de l'argent à sa tante Katarina alors qu'ils étaient à son service, mais ne peut pas le prouver.
Vers 1495, Marie est impliquée dans un autre litige avec Raguse, cette fois concernant le tribut de Ston. Le tribut avait été payé par Raguse aux souverains serbes depuis le règne de Stefan Dušan, mais les revenus étaient cédés au monastère des saints archanges Michel et Gabriel à Jérusalem. Mara récupère les revenus après la fermeture du monastère, et à sa mort ceux-ci sont gérés par Katarina. Marie décide de revendiquer ces revenus en tant qu'héritière légale de ses tantes, mais les monastères athonites de Chilandar et de Saint-Paul citent le legs non formalisé de ses tantes. 
La reine Marie, décrite sans détour par les moines comme une « mauvaise femme », est décédée vers 1500, lorsque Chilandar et Saint-Paul sont enregistrés comme ayant sécurisé les revenus. On pense qu'elle est morte à Çorlu et qu'elle est enterrée dans une église locale avec son oncle maternel, Manuel Paléologue.
On ne sait pas pourquoi Marie bénéficia d'un tel soutien de la part des sultans dans ses divers conflits et fraudes flagrantes. Une explication est offerte par le récit de son parent Théodore Spandounès, qui vécut quelque temps avec ses tantes et dont la famille entretenait des relations étroites avec la dynastie Branković. Il écrit que la reine Marie a épousé un sipahi avec qui elle n'a pas eu d'enfants, mais qu'est allée jusqu'à prétendre qu'elle fut capturée par les Turcs en Bosnie et forcée à se marier, ce qui est évidemment faux.

## Généalogie
|  |                               |  |  |  |  |  |  |  |  |  |  |  |  |  |  |  |
|  | 8. Vuk Branković              |  |  |  |  |  |  |  |  |  |  |  |  |  |  |  |
|  |                               |  |  |  |  |  |  |  |  |  |  |  |  |  |  |  |
|  |                               |  |  |  |  |  |  |  |  |  |  |  |  |  |  |  |
|  | 4. Đurađ Branković            |  |  |  |  |  |  |  |  |  |  |  |  |  |  |  |
|  |                               |  |  |  |  |  |  |  |  |  |  |  |  |  |  |  |
|  |                               |  |  |  |  |  |  |  |  |  |  |  |  |  |  |  |
|  | 9. Maria Lazarević            |  |  |  |  |  |  |  |  |  |  |  |  |  |  |  |
|  |                               |  |  |  |  |  |  |  |  |  |  |  |  |  |  |  |
|  |                               |  |  |  |  |  |  |  |  |  |  |  |  |  |  |  |
|  | 2. Lazar Branković            |  |  |  |  |  |  |  |  |  |  |  |  |  |  |  |
|  |                               |  |  |  |  |  |  |  |  |  |  |  |  |  |  |  |
|  |                               |  |  |  |  |  |  |  |  |  |  |  |  |  |  |  |
|  | 10. Démétrios Cantacuzène     |  |  |  |  |  |  |  |  |  |  |  |  |  |  |  |
|  |                               |  |  |  |  |  |  |  |  |  |  |  |  |  |  |  |
|  |                               |  |  |  |  |  |  |  |  |  |  |  |  |  |  |  |
|  | 5. Irène Cantacuzène          |  |  |  |  |  |  |  |  |  |  |  |  |  |  |  |
|  |                               |  |  |  |  |  |  |  |  |  |  |  |  |  |  |  |
|  |                               |  |  |  |  |  |  |  |  |  |  |  |  |  |  |  |
|  | 1. Marie de Serbie            |  |  |  |  |  |  |  |  |  |  |  |  |  |  |  |
|  |                               |  |  |  |  |  |  |  |  |  |  |  |  |  |  |  |
|  |                               |  |  |  |  |  |  |  |  |  |  |  |  |  |  |  |
|  | 12. Manuel II Paléologue      |  |  |  |  |  |  |  |  |  |  |  |  |  |  |  |
|  |                               |  |  |  |  |  |  |  |  |  |  |  |  |  |  |  |
|  |                               |  |  |  |  |  |  |  |  |  |  |  |  |  |  |  |
|  | 6. Thomas Paléologue          |  |  |  |  |  |  |  |  |  |  |  |  |  |  |  |
|  |                               |  |  |  |  |  |  |  |  |  |  |  |  |  |  |  |
|  |                               |  |  |  |  |  |  |  |  |  |  |  |  |  |  |  |
|  | 13. Helena Dragaš             |  |  |  |  |  |  |  |  |  |  |  |  |  |  |  |
|  |                               |  |  |  |  |  |  |  |  |  |  |  |  |  |  |  |
|  |                               |  |  |  |  |  |  |  |  |  |  |  |  |  |  |  |
|  | 3. Hélène Paléologue de Morée |  |  |  |  |  |  |  |  |  |  |  |  |  |  |  |
|  |                               |  |  |  |  |  |  |  |  |  |  |  |  |  |  |  |
|  |                               |  |  |  |  |  |  |  |  |  |  |  |  |  |  |  |
|  | 14. Centurione II Zaccaria    |  |  |  |  |  |  |  |  |  |  |  |  |  |  |  |
|  |                               |  |  |  |  |  |  |  |  |  |  |  |  |  |  |  |
|  |                               |  |  |  |  |  |  |  |  |  |  |  |  |  |  |  |
|  | 7. Catherine Zaccaria         |  |  |  |  |  |  |  |  |  |  |  |  |  |  |  |
|  |                               |  |  |  |  |  |  |  |  |  |  |  |  |  |  |  |
|  |                               |  |  |  |  |  |  |  |  |  |  |  |  |  |  |  |
|  | 15.Creusa Tocco               |  |  |  |  |  |  |  |  |  |  |  |  |  |  |  |
|  |                               |  |  |  |  |  |  |  |  |  |  |  |  |  |  |  |
|  |                               |  |  |  |  |  |  |  |  |  |  |  |  |  |  |  |